# II Korpus Spadochronowy (III Rzesza)
II Korpus Spadochronowy (niem. II Fallschirmkorps) – niemiecki korpus powietrznodesantowy z okresu II wojny światowej.

## Historia
Korpus utworzono pod koniec 1943 roku. Jego dowódcą został generał Eugen Meindl, a pod względem operacyjnym został podporządkowany głównodowodzącemu frontu zachodniego. Trzon jednostki stanowiły dwie nowo zorganizowane dywizje – 3 Dywizja Strzelców Spadochronowych i 5 Dywizja Strzelców Spadochronowych. Rozmieszczono je w Bretanii w celu jej ochrony przed aliancką inwazją. Po rozpoczęciu Operacji Overlord korpus został przerzucony do Normandii, gdzie w lipcu 1944 roku toczył ciężkie walki przeciwko Amerykanom w okolicach Saint-Lô. W sierpniu został otoczony pod Falaise, i mimo że udało mu się wyrwać z okrążenia, poniósł bardzo ciężkie straty. 28 sierpnia został wycofany z frontu w celu uzupełnienia strat i dozbrojenia. We wrześniu wszedł w skład 1 Armii Spadochronowej i wziął udział w udaremnieniu Operacji Market Garden. W grudniu obie dywizje korpusu bez powodzenia walczyły w Ardenach. W ostatnich miesiącach wojny broniły się w okolicach Reichswaldu i Wesel; ostatecznie zostały rozbite w kwietniu 1945 roku w okrążonym Zagłębiu Ruhry. Sztab II Korpusu Spadochronowego skapitulował w maju na południe od Szlezwiku.

## Struktura
- 3 Dywizja Strzelców Spadochronowych
- 5 Dywizja Strzelców Spadochronowych
- 2 Pułk Strzelców Spadochronowych
- jednostki korpuśne:
  - 12 Dywizjon Rozpoznawczy
  - 12 Dywizjon Łączności
  - 12 Brygada Dział Szturmowych
  - 12 Oddział Zaopatrzenia
  - 12 Szkoleniowy Pułk Zapasowy
  - 12 Pułk Artylerii[1]
  - 12 Pułk Artylerii Przeciwlotniczej[1]